# Монастирок-Оглядівський
Монастирок-Оглядівський — село в Україні, у Шептицькому районі Львівської області. Населення становить 304 осіб.